# Bever (Adelsgeschlecht)

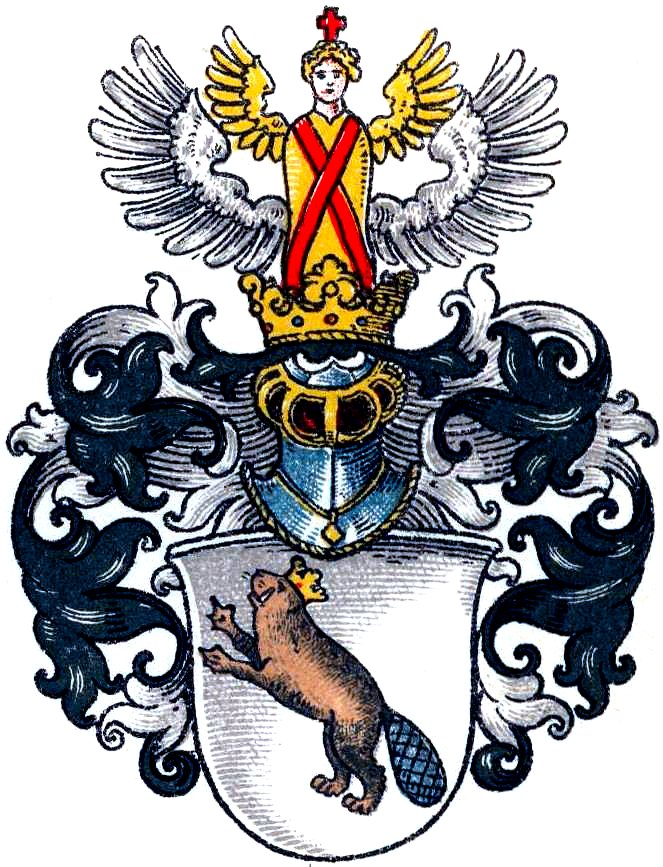
Wappen derer de Bever

Die Herren de Bever waren ein westfälisches Adelsgeschlecht.

## Geschichte
Das Geschlecht war ein Burgmanngeschlecht zu Burg Nienborg. Im 15. und 16. Jahrhundert saß das Geschlecht auch auf Haus Langen. 1502 bestätigte Arnd de Bever, dass der Graf von Bentheim 1479 dieses Haus seinem Vater Schotte de Bever als Burgmannsgut zugewiesen habe. 1583 ging die Anlage an die mit dem Geschlecht verschwägerte Familie von Etzbach zu  Duckenburg über.
Das Geschlecht erlosch um 1600.

## Wappen
In Silber ein rechtsspringender, brauner, goldgekrönter Biber. Auf dem gekrönten Helm ein offener, silberner Flug, dazwischen eine goldene Engelspuppe mit goldenen Flügeln aber ohne Arme, die auf dem Kopf ein rotes gemeines Kreuz und auf der Brust ein rotes Andreaskreuz hat. Die Helmdecken sind schwarz-silber.

## Persönlichkeiten
- Arnold de Bever (1509–1557), Dompropst in Münster